# Місцеві вибори у Львівській області 2020
Місцеві вибори у Львівській області 2020 — це вибори депутатів Львівської обласної ради, семи районних рад, Львівської міської ради та вибори Львівського міського голови, що відбулися 25 жовтня 2020 року в рамках проведення місцевих виборів у всій країні.

## Вибори до міськради

### Соціологічні опитування
| Опитування                                                                    | Дата проведення     |       |       |      |      |      |      |      |      |      |      |      |      |      |      |
| ----------------------------------------------------------------------------- | ------------------- | ----- | ----- | ---- | ---- | ---- | ---- | ---- | ---- | ---- | ---- | ---- | ---- | ---- | ---- |
| Опитування                                                                    | Дата проведення     |       |       |      |      |      |      |      |      |      |      |      |      |      |      |
| Екзитпол Fama [Архівовано 29 жовтня 2020 у Wayback Machine.]                  | 25.10.20            | 26,8  | 20,9  | 12,1 | 6,4  | 5,7  | 4,7  | 4,9  | 2,1  | 3,3  | 2,9  | 3,3  | 1,8  | 0,8  | 1,5  |
| Екзитпол «Савік Шустер Студії» [Архівовано 28 жовтня 2020 у Wayback Machine.] | 25.10.20            | 30,74 | 24,12 | 9,78 | 7,52 | 5,06 | 4,74 | 4,65 | 2,46 | 2,41 | 2,19 | 1,91 | 1,45 | 0,88 | 0,46 |
| Fama [Архівовано 23 жовтня 2020 у Wayback Machine.]                           | 14.10.20 – 17.10.20 | 29,4  | 25,9  | 5,9  | 8,2  | 7,8  | 3,4  | 4    | 2    | 3    | 1,2  | 0,7  | 1,3  | 1,6  | 0,6  |
| Соціоінформ [Архівовано 10 вересня 2021 у Wayback Machine.]                   | 07.08.20 – 12.08.20 | 26,5  | 21,2  | 8,1  | 7,6  | 8,9  | 4    | 1,9  | 1,5  | 5,1  | 6,8  | 4    | 0,4  | 1,1  | 1,1  |
| Рейтинг [Архівовано 15 вересня 2020 у Wayback Machine.]                       | 03.07.20 – 12.07.20 | 28,2  | 18,6  | 9,8  | 5,7  | 4,6  | 7,6  | 3,3  | -    | 5,6  | 4,2  | 3,4  | 0,5  | -    | 1,9  |
| СОЦИС [Архівовано 27 жовтня 2020 у Wayback Machine.]                          | 17.06.20 – 23.06.20 | 29,1  | 16,2  | 11,1 | 6,9  | 4,5  | 5,6  | 6,4  | -    | 3,8  | 5,4  | 2,8  | 0,8  | 0,2  | 1,7  |
| Рейтинг [Архівовано 6 липня 2020 у Wayback Machine.]                          | 06.06.20 – 22.06.20 | 26,7  | 8,2   | 9,2  | 7,8  | 1,6  | 13,1 | 1,7  | -    | 8,9  | 7,6  | 3,2  | 1,2  | -    | 1,6  |

Від партій до Львівської міської ради балотуються такі кандидати:

### Самопоміч
1. Андрій Садовий  — міський голова Львова з 2006 року
2. Вікторія Довжик — радник голови міської адміністрації
3. Гнат Герич — лікар, завідувач хірургічним відділенням Львівської лікарні швидкої допомоги
4. Оксана Динік — гендиректор ТОВ «Львівська ізоляторна компанія»
5. Володимир Лучишин — виконавчий директор ТРК «Львівська хвиля»

### Європейська солідарність
1. Петро Адамик — заступник директора ТОВ «Британський дім»
2. Уляна Пак — помічник народного депутата IX скл. Миколи Княжицького[2]
3. Сергій Івах — підприємець
4. Остап Доскіч — фінансовий директор компанії «Львівметалпласт»
5. Олена Пасевич — викладач Університету банківської справи

### Голос
1. Андрій Курочка — заступник керівника відділу розвитку Українського католицького університету
2. Андрій Дячишин — директор компанії «Ідея-Груп»
3. Віталій Троць — керівник юридичного відділу «Холдинг емоцій ФЕСТ»
4. Марія Чижишин — бухгалтер
5. Вікторія Христенко

### Слуга народу
1. Тарас Кльофа
2. Олег Береза
3. Лідія Лукович
4. Володимир Мартинюк
5. Ірина Чех

### ВО «Свобода»
1. Руслан Кошулинський
2. Маркіян Лопачак
3. Любомир Мельничук
4. Ірина Шалаковська
5. Любомира Вовчок

### ВАРТА
1. Валерій Веремчук
2. Юрій Мартинюк
3. Наталя Шелестак
4. Ігор Зінкевич
5. Неля Васюта

### Українська Галицька Партія
1. Юлія Гвоздович
2. Ірина Бек
3. Андріана Шехлович
4. Мирослав Данилків
5. Роман Кучер

## Результати

### Обласна рада
| Місце | Партія                     | % голосів | Кількість голосів | Зміна % 2020 до 2015 | Усього місць |
| ----- | -------------------------- | --------- | ----------------- | -------------------- | ------------ |
| 1     | Європейська Солідарність   | 30,82 %   | 238 132           | ▲ +9,45 %            | 28 / 84      |
| 2     | Слуга народу               | 9,49 %    | 73 353            | —                    | 9 / 84       |
| 3     | Об'єднання «Самопоміч»     | 8,71 %    | 67 266            | ▼ -6,06 %            | 9 / 84       |
| 4     | ВО «Батьківщина»           | 7,39 %    | 57 088            | ▼ -1,72 %            | 7 / 84       |
| 5     | Голос                      | 6,56 %    | 50 689            | —                    | 7 / 84       |
| 6     | ВО «Свобода»               | 6,05 %    | 46 721            | ▼ -6,82 %            | 6 / 84       |
| 7     | Народний рух України       | 5,8 %     | 44 808            | ▲ +0,79 %            | 6 / 84       |
| 8     | Українська Галицька партія | 5,66 %    | 43 744            | ▲ +2,44 %            | 6 / 84       |
| 9     | За Майбутнє                | 5,24 %    | 40 485            | —                    | 6 / 84       |
| 10    | Громадянська позиція       | 4,69 %    | 36 281            | ▼ -3,4 %             | —            |
| 11    | Сила і честь               | 3,4 %     | 26 308            | —                    | —            |
| 12    | УДАР                       | 2,58 %    | 19 945            | —                    | —            |
| 13    | Варта                      | 2,15 %    | 16 624            | —                    | —            |
| 14    | Наш край                   | 0,78 %    | 6 044             | ▼ -2,32 %            | —            |
| 15    | Духовна Україна            | 0,66 %    | 5 128             | —                    | —            |
|       | Усього (явка 43,74 %)      | —         |                   |                      |              |

### Районні ради

#### Дрогобицька районна рада
| Місце | Партія                   | Кількість голосів | Усього місць |
| ----- | ------------------------ | ----------------- | ------------ |
| 1     | Європейська Солідарність | 14 823            | 12 / 42      |
| 2     | Народний рух України     | 5 616             | 5 / 42       |
| 3     | ВО «Батьківщина»         | 5 478             | 5 / 42       |
| 4     | ВО «Свобода»             | 5 280             | 5 / 42       |
| 5     | Об'єднання «Самопоміч»   | 4 724             | 4 / 42       |
| 6     | УДАР                     | 4 685             | 4 / 42       |
| 7     | Слуга народу             | 4 421             | 4 / 42       |
| 8     | Громадянська позиція     | 3 194             | 3 / 42       |

#### Золочівська районна рада
| Місце | Партія                   | Кількість голосів | Усього місць |
| ----- | ------------------------ | ----------------- | ------------ |
| 1     | Європейська Солідарність | 16 936            | 12 / 42      |
| 2     | ВО «Батьківщина»         | 5 140             | 5 / 42       |
| 3     | Слуга народу             | 5 133             | 4 / 42       |
| 4     | За Майбутнє              | 4 942             | 4 / 42       |
| 5     | ВО «Свобода»             | 4 890             | 4 / 42       |
| 6     | Об'єднання «Самопоміч»   | 3 664             | 4 / 42       |
| 7     | Голос                    | 3 599             | 3 / 42       |
| 8     | Сила і честь             | 3 519             | 3 / 42       |
| 9     | Громадянська позиція     | 2 857             | 3 / 42       |

#### Львівська районна рада
| Місце | Партія                     | Кількість голосів | Усього місць |
| ----- | -------------------------- | ----------------- | ------------ |
| 1     | Європейська Солідарність   | 120 113           | 30 / 64      |
| 2     | Об'єднання «Самопоміч»     | 49 646            | 13 / 64      |
| 3     | Голос                      | 32 540            | 9 / 64       |
| 4     | ВО «Свобода»               | 24 219            | 7 / 64       |
| 5     | Слуга народу               | 19 220            | 5 / 64       |
| 6     | Українська Галицька партія | 17 206            | —            |
| 7     | ВО «Батьківщина»           | 17 173            | —            |
| 8     | За Майбутнє                | 14 136            | —            |
| 9     | Варта                      | 13 927            | —            |
| 10    | Народний рух України       | 13 543            | —            |
| 11    | Громадянська позиція       | 12 580            | —            |
| 12    | Сила і честь               | 8 615             | —            |
| 13    | УДАР                       | 3 845             | —            |

#### Самбірська районна рада
| Місце | Партія                   | Кількість голосів | Усього місць |
| ----- | ------------------------ | ----------------- | ------------ |
| 1     | Європейська Солідарність | 19 846            | 11 / 42      |
| 2     | Слуга народу             | 9 715             | 6 / 42       |
| 3     | Громадянська позиція     | 8 681             | 5 / 42       |
| 4     | Народний рух України     | 8 052             | 5 / 42       |
| 5     | ВО «Свобода»             | 7 364             | 4 / 42       |
| 6     | ВО «Батьківщина»         | 6 803             | 4 / 42       |
| 7     | Сила і честь             | 5 649             | 4 / 42       |
| 8     | Голос                    | 4 093             | 3 / 42       |

#### Стрийська районна рада
| Місце | Партія                     | Кількість голосів | Усього місць |
| ----- | -------------------------- | ----------------- | ------------ |
| 1     | Європейська Солідарність   | 28 557            | 11 / 42      |
| 2     | Слуга народу               | 10 419            | 4 / 42       |
| 3     | Українська Галицька партія | 9 279             | 4 / 42       |
| 4     | ВО «Батьківщина»           | 8 763             | 4 / 42       |
| 5     | ВО «Свобода»               | 7 816             | 4 / 42       |
| 6     | За Майбутнє                | 6 527             | 3 / 42       |
| 7     | УДАР                       | 6 468             | 3 / 42       |
| 8     | Народний рух України       | 6 434             | 3 / 42       |
| 9     | Голос                      | 6 406             | 3 / 42       |
| 10    | Громадянська позиція       | 5 496             | 3 / 42       |

#### Червоноградська районна рада
| Місце | Партія                     | Кількість голосів | Усього місць |
| ----- | -------------------------- | ----------------- | ------------ |
| 1     | Європейська Солідарність   | 20 338            | 13 / 42      |
| 2     | ВО «Батьківщина»           | 7 776             | 5 / 42       |
| 3     | Народний рух України       | 6 250             | 4 / 42       |
| 4     | Українська Галицька партія | 5 199             | 4 / 42       |
| 5     | Слуга народу               | 5 145             | 4 / 42       |
| 6     | ВО «Свобода»               | 4 823             | 4 / 42       |
| 7     | Голос                      | 4 719             | 4 / 42       |
| 8     | Громадянська позиція       | 4 626             | 4 / 42       |

#### Яворівська районна рада
| Місце | Партія                     | Кількість голосів | Усього місць |
| ----- | -------------------------- | ----------------- | ------------ |
| 1     | Європейська Солідарність   | 12 139            | 8 / 42       |
| 2     | Українська Галицька партія | 6 441             | 5 / 42       |
| 3     | Народний рух України       | 6 299             | 5 / 42       |
| 4     | ВО «Батьківщина»           | 5 571             | 4 / 42       |
| 5     | Об'єднання «Самопоміч»     | 4 995             | 4 / 42       |
| 6     | Сила і честь               | 4 556             | 4 / 42       |
| 7     | Слуга народу               | 4 521             | 3 / 42       |
| 8     | Голос                      | 4 315             | 3 / 42       |
| 9     | За Майбутнє                | 3 655             | 3 / 42       |
| 10    | ВО «Свобода»               | 3 137             | 3 / 42       |

### Львівська міська рада
До Львівської міської ради проходять п'ять партій, які розділять між собою 64 депутатських мандати. Зокрема, це «Європейська Солідарність», яка отримає 26 мандатів, «Самопоміч» — 17 мандатів, «Голос» — 8, «Варта» — 7 мандатів та ВО «Свобода» — 6 мандатів.
| Місце | Партія                            | % голосів | Кількість голосів | Зміна % 2020 до 2015 | Усього місць |
| ----- | --------------------------------- | --------- | ----------------- | -------------------- | ------------ |
| 1     | Європейська Солідарність          | 31,25 %   | 68 794            | ▲ +18,3 %            | 26 / 64      |
| 2     | Об'єднання «Самопоміч»            | 19,43 %   | 42 787            | ▼ -12,26 %           | 17 / 64      |
| 3     | Голос                             | 8,91 %    | 19 621            | —                    | 8 / 64       |
| 4     | Варта                             | 6,96 %    | 15 324            | —                    | 7 / 64       |
| 5     | ВО «Свобода»                      | 6,85 %    | 15 097            | ▼ -3,03 %            | 6 / 64       |
| 6     | Українська Галицька партія        | 4,52 %    | 9 971             | ▼ -1,2 %             | —            |
| 7     | ВО «Батьківщина»                  | 3,56 %    | 7 843             | ▼ -1,11 %            | —            |
| 8     | Слуга народу                      | 3,46 %    | 7 622             | —                    | —            |
| 9     | Громадянська позиція              | 3,26 %    | 7 180             | ▼ -6,15 %            | —            |
| 10    | Народний рух України              | 2,87 %    | 6 335             | ▲ +0,55 %            | —            |
| 11    | Сила і честь                      | 2,09 %    | 4 606             | —                    | —            |
| 12    | Опозиційна платформа — За життя   | 1,86 %    | 4 097             | —                    | —            |
| 13    | За Майбутнє                       | 1,69 %    | 3 732             | —                    | —            |
| 14    | УДАР                              | 1,01 %    | 2 242             | —                    | —            |
| 15    | Духовна Україна                   | 0,67 %    | 1 488             | —                    | —            |
| 16    | Конгрес українських націоналістів | 0,62 %    | 1 370             | —                    | —            |
| 17    | Ідея Нації                        | 0,52 %    | 1 150             | —                    | —            |
| 18    | Українська республіканська партія | 0,22 %    | 485               | ▼ -0,18 %            | —            |
| 19    | Наш край                          | 0,17 %    | 384               | ▼ -1,02 %            | —            |
|       | Усього (явка 38,6 %)              | —         |                   |                      |              |

## Вибори міського голови
В цьому розділі представлені результати виборів міських голів найбільших міст та районних центрів.

### Львів
На посаду міського голови Львова претендували такі кандидати:
- Назарій Брезіцький  — самовисуванець, волонтер, засновник ГО «Ідея міста» і БФ «Справа Скарбека»[5]
- Юрій Бунь  — самовисуванець
- Наталія Ван Доеверен  — партія «Духовна Україна»
- Іван Василишин  — партія «Конгрес українських націоналістів»
- Ігор Васюник  — самовисуванець
- Юлія Гвоздович  — кандидатка від партії «Українська Галицька Партія»
- Ігор Зінкевич  — кандидат від львівської партії «Варта»
- Тарас Кльофа  — кандидат від провладної партії Слуга народу, з 2015 року депутат міськради Львова
- Руслан Кошулинський  — голова секретаріату і кандидат від партії ВО «Свобода»
- Ігор Кузьмак  — партія «Народний Рух України»
- Роман Матис  — самовисуванець
- Ярослав Рущишин  — кандидат від партії «Голос»
- Андрій Садовий   — чинний міський голова Львова з 2006 року, вчетверте бере участь у місцевих виборах
- Олег Синютка  — кандидат від партії «Європейська солідарність», депутат ВРУ IX скл. від тієї ж партії
- Остап Стахів  — партія «Ідея Нації»
- Ігор Телішевський  — депутат львівської міськради, помічник нардепа Тараса Батенка, партія «За Майбутнє»
- Оксана Юринець  — партія «УДАР»

І тур
| Кандидат                                         | %       | Голосів |
| ------------------------------------------------ | ------- | ------- |
| 1. Андрій Садовий (Об'єднання «Самопоміч»)       | 39,96 % | 90 812  |
| 2. Олег Синютка («Європейська Солідарність»)     | 31,03 % | 70 504  |
| 3. Руслан Кошулинський (ВО «Свобода»)            | 9,74 %  | 22 123  |
| 4. Ярослав Рущишин («Голос»)                     | 4,67 %  | 10 620  |
| 5. Ігор Зінкевич («Варта»)                       | 3,37 %  | 7 655   |
| 6. Ігор Васюник                                  | 2,95 %  | 6 693   |
| 7. Юлія Гвоздович («Українська Галицька Партія») | 2,30 %  | 5 225   |
| 8. Тарас Кльофа («Слуга народу»)                 | 1,63 %  | 3 700   |

ІІ тур
Другий тур виборів було заплановано на 22 листопада. Згідно опитувань, обидва кандидати мали практично однакові шанси стати наступним мером.
| Кандидат                                     | %       | Голосів |
| -------------------------------------------- | ------- | ------- |
| 1. Андрій Садовий (Об'єднання «Самопоміч»)   | 62,25 % | 143 466 |
| 2. Олег Синютка («Європейська Солідарність») | 36,57 % | 84 277  |

### Дрогобич
I тур
| Кандидат                                           | %       | Голосів |
| -------------------------------------------------- | ------- | ------- |
| 1. Тарас Кучма                                     | 41,48 % | 12 906  |
| 2. Андрій Веселий                                  | 26,05 % | 8 106   |
| 3. Михайло Задорожний («Європейська Солідарність») | 19,23 % | 5 983   |
| 4. Олег Дьорка («Українська Галицька Партія»)      | 3,27 %  | 1 019   |

II тур 
| Кандидат          | %       | Голосів |
| ----------------- | ------- | ------- |
| 1. Тарас Кучма    | 50,42 % | 13 103  |
| 2. Андрій Веселий | 48,47 % | 12 598  |

### Червоноград
| Кандидат                                 | %       | Голосів |
| ---------------------------------------- | ------- | ------- |
| 1. Андрій Залівський                     | 49,76 % | 11 241  |
| 2. Оксана Савка («Народний Рух України») | 12,85 % | 2 904   |
| 3. Павло Пилипчук                        | 12,34 % | 2 787   |

### Стрий
| Кандидат                                    | %       | Голосів |
| ------------------------------------------- | ------- | ------- |
| 1. Олег Канівець                            | 23,33 % | 6 732   |
| 2. Зиновій Карпінський                      | 22,51 % | 6 494   |
| 3. Іван Зрайло («Європейська Солідарність») | 13,26 % | 3 825   |

### Самбір
| Кандидат                            | %       | Голосів |
| ----------------------------------- | ------- | ------- |
| 1. Юрій Гамар                       | 46,44 % | 6 311   |
| 2. Тарас Копиляк                    | 26,38 % | 3 585   |
| 3. Ярослав Кузьмяк («Сила і Честь») | 13,26 % | 3 825   |

### Борислав
| Кандидат                             | %       | Голосів |
| ------------------------------------ | ------- | ------- |
| 1. Ігор Яворський                    | 74,32 % | 7 840   |
| 2. Любов Голубіцька («Слуга народу») | 10,13 % | 1 069   |
| 3. Микола Тустановський              | 3,72 %  | 393     |

### Новояворівськ
| Кандидат                                            | %       | Голосів |
| --------------------------------------------------- | ------- | ------- |
| 1. Володимир Мацелюх («Українська Галицька Партія») | 22,29 % | 3 199   |
| 2. Віталій Чичерський                               | 17,71 % | 2 541   |
| 3. Василь Струс                                     | 17,31 % | 2 484   |
| 4. Орест Червоний («Європейська Солідарність»)      | 16,57 % | 2 378   |

### Трускавець
| Кандидат                                            | %       | Голосів |
| --------------------------------------------------- | ------- | ------- |
| 1. Андрій Кульчинський («Європейська Солідарність») | 32,52 % | 3 431   |
| 2. Ігор Кісак                                       | 22,95 % | 2 421   |
| 3. Руслан Козир                                     | 18,06 % | 1 906   |

### Новий Розділ
| Кандидат                                        | %       | Голосів |
| ----------------------------------------------- | ------- | ------- |
| 1. Ярина Яценко («Європейська Солідарність»)    | 23,47 % | 1 924   |
| 2. Ірина Кравець («Українська Галицька Партія») | 13,56 % | 1 112   |
| 3. Ростислав Гапатин («ВАРТА»)                  | 10,68 % | 876     |

### Золочів
| Кандидат                         | %       | Голосів |
| -------------------------------- | ------- | ------- |
| 1. Ігор Гриньків                 | 56,16 % | 9 727   |
| 2. Ігор Бартків                  | 36,48 % | 6 318   |
| 3. Тарас Буца                    | 3,68 %  | 639     |
| 4. Василь Джула («Сила і Честь») | 3,66 %  | 634     |

### Броди
| Кандидат                                           | %       | Голосів |
| -------------------------------------------------- | ------- | ------- |
| 1. Анатолій Белей                                  | 74,79 % | 10 073  |
| 2. Ольга Шайдулліна (ВО «Свобода»)                 | 10,03 % | 1351    |
| 3. Володимир Ступак («Українська Галицька Партія») | 6,46 %  | 871     |

### Сокаль
| Кандидат                                               | %       | Голосів |
| ------------------------------------------------------ | ------- | ------- |
| 1. Сергій Касян                                        | 43,71 % | 7 086   |
| 2. Микола Пасько («Європейська Солідарність»)          | 33,96 % | 5 505   |
| 3. Михайло Ділай («Конгрес Українських Націоналістів») | 9,96 %  | 1 615   |

### Яворів
| Кандидат                                        | %       | Голосів |
| ----------------------------------------------- | ------- | ------- |
| 1. Ігор Грабовський (Об'єднання «Самопоміч»)    | 31,19 % | 5 448   |
| 2. Володимир Сичак (ВО «Батькіщина»)            | 17,48 % | 3 053   |
| 3. Ярослав Кузьмяк («Європейська Солідарність») | 16,64 % | 2 906   |